# 충청북도충주교육지원청
충청북도충주교육지원청(忠淸北道忠州敎育支援廳, Chungcheongbuk-do Chungju Office of Education)은 충청북도교육청 산하 교육지원청이다. 충청북도 충주시 성내동 229에 소재해있으며, 충주시를 관할한다.
교육장은 장학관으로 보한다. 충주교육지원청은 2017. 10. 29. 충주시 중앙로 120(성내동 229)에서 충주시 봉현로 170(교현동 681-2)로 청사를 이전하였다.

## 산하 기관

### 초등학교
| - 가흥초등학교 - 국원초등학교 - 금가초등학교 - 남한강초등학교 - 노은초등학교 - 수상분교 - 단월초등학교 - 달천초등학교 - 매현분교 | - 대미초등학교 - 대소원초등학교 - 덕신초등학교 - 동락초등학교 - 동량초등학교 - 목행초등학교 - 산척초등학교 - 세성초등학교 - 소태초등학교 - 수안보초등학교 - 수회초등학교 | - 앙성초등학교 - 야동초등학교 - 엄정초등학교 - 목계분교 - 연수초등학교 - 오석초등학교 - 용원초등학교 - 주덕초등학교 - 충주교현초등학교 - 충주금릉초등학교 - 충주남산초등학교 | - 충주대림초등학교 - 충주삼원초등학교 - 충주성남초등학교 - 충주예성초등학교 - 충주용산초등학교 - 충주중앙초등학교 - 충주중앙탑초등학교 - 칠금초등학교 - 탄금초등학교 |

### 중학교
| - 노은중학교 - 산척중학교 - 수안보중학교 - 신니중학교 - 신명중학교 | - 앙성중학교 - 주덕중학교 - 중원중학교 - 충일중학교 | - 충주미덕중학교 - 충주북여자중학교 - 충주여자중학교 - 충주예성여자중학교 | - 충주중앙중학교 - 충주중학교 - 칠금중학교 - 탄금중학교 |